# Vermelho rodamina
Vermelho rodamina, também conhecido como sulforodamina B, C2 maleimida é um corante, de fórmula C33H36N4O8S2 e massa molecular 680,79. Apresenta absorção máxima a 560-580 nm.